# Medalha de Waterloo

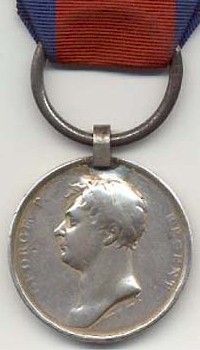
Anverso da medalha de Waterloo

A medalha de Waterloo foi uma medalha militar britânica oferecido pelo Príncipe Regente do Reino Unido Guilherme de Clarence para aqueles que tinham participado nas últimas fases da última guerra contra Napoleão.
Não deve ser confundida com a feita pela Casa da Moeda em Londres, cunhado para o Reino de Hanôver, possessão britânica no continente. 
A medalha foi semelhante a outras medalhas em forma de moeda feita pelas outras potências vitoriosas da França para comemorar a Batalha de Waterloo. Foi a primeira medalha para campanhas militares cunhada pelo Reino Unido.